# Primera Batalla de Alihuatá
La Primera batalla de Alihuatá, de la Guerra del Chaco, entre Bolivia y el Paraguay,  se produjo entre el 10 y 13 de marzo de 1933 y culminó con la ocupación del fortín Alihuatá por parte del ejército boliviano y la retirada de la pequeña unidad que lo defendía permitiendo que la 9.ª División boliviana cortara la ruta de suministros que desde Arce iba a la 1.ª División paraguaya que combatía en la zona de "Kilómetro 7" y Campo Jordán al sur de Alihuatá.

## Antecedentes
Desde enero de 1933 se venía formando la 9.ª División boliviana en Puesto Sosa, a 15 kilómetros a la izquierda de las posiciones de "kilómetro 7". Originalmente el general Kundt quería disponer de una fuerza como reserva general con la seguridad de que la acción convergente  de las cuatro Divisiones de primera línea hacia Isla Poí iban a lograr su objetivo. Dado que su ofensiva había sido detenida en su fase inicial, luego de dos meses de intensos combates, Kundt aceptó la sugerencia del comando del Primer Cuerpo de atacar el fortín Alihuatá por la misma senda que habían usado el capitán Ustárez y Rivas antes de la guerra.
La 9.ª  y 4.ª Divisiones que iban a participar de esta operación pasaron a depender directamente de Kundt quien visitó los comandos para coordinar los movimientos tácticos. Varios jefes le hicieron notar que los 1500  hombres de la 4.ª División y los 1500  de la 9.ª  sumaban un efectivo escaso para una maniobra de la envergadura que se proyectaba. Suponían que las unidades paraguayas en ‘’Kilómetro 12 ‘’ y en Alihuatá podrían ser más numerosas. Kundt sostuvo que su estrategia no dependía de la superioridad numérica sobre el enemigo sino de la mayor movilidad, empuje y fuerza de choque de las tropas bolivianas.

## El Plan
Mientras la 4.ª División amarraba a las tropas enemigas que combatían en ‘’Kilómetro 7‘’, la 9.ª División iba a penetrar por el camino que se estaba abriendo, paralelo al camino Saavedra-Alihuatá, para luego hacer una conversión a la derecha y salir sorpresivamente sobre este último fortín. De esta manera, la 1.ª División paraguaya, que combatía en ‘Kilómetro 7’, quedaría aislada de su base de aprovisionamiento.

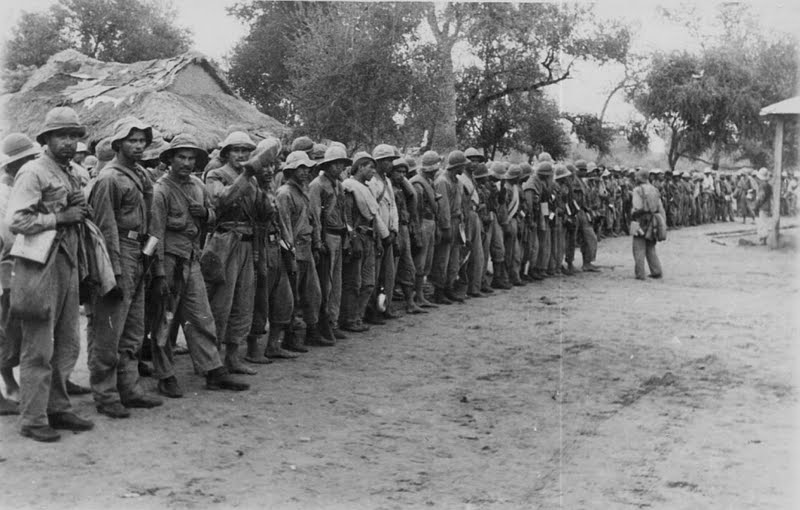
Tropas paraguayas de tránsito en Alihuatá (Zenteno).

Con el mayor secreto se trabajó por las noches en la apertura del camino para evitar que la aviación enemiga detectara a los zapadores. Para evitar que las patrullas paraguayas  que pudieran salir de ‘’Kilómetro 12‘’ hacia puesto Sosa descubrieran los aprestos, el RI-36, al mando del coronel González Portal, se colocó de tapón contra el extremo derecho de las trincheras paraguayas. Sin embargo, al detectar la presencia de estas fuerzas enemigas en ese sector, el comando paraguayo envió una fracción de 100  hombres en esa dirección, al mando del capitán Kassianoff, para atacarla.

## Combate y captura del fortín
La 9.ª División inició su avance a fines de febrero. Su  vanguardia estaba constituida por un escuadrón del regimiento ‘’Lanza‘’ y el grueso de los regimientos ‘’Campos‘’, ‘’Chacaltaya‘’, ‘’Illimani‘’, parte del RI-36, más la batería Mendivil con cuatro cañones Schneider de 75 mm. Hasta el 1.º  de marzo la unidad había avanzado unos 42 km, encontrando agua en abundancia en un cañadón que se extendía hacia la derecha con dirección a Alihuatá.
El mayor Alfredo Rivas realizó una exploración con los jinetes del ‘’Lanza‘’ llegando sin tropiezos hasta Charata, hacia el oeste y en las proximidades del objetivo. El regimiento ‘’Campos‘’ tomó la delantera para el ataque, seguido del ‘’Chacaltaya‘’ y el ‘’Illimani‘’ mientras el RI-36 se quedó en Charata para proteger la retaguardia. El personal de artillería continuó trabajando en la apertura del camino a la vez que aproximaba sus cañones. 
El 10 de marzo, una patrulla paraguaya adelantada detectó la aproximación boliviana y dio la alarma al capitán Chircoff que comandaba el fortín. El regimiento ‘’Campos‘’ se desvió un poco hacia el norte para cortar el camino Alihuatá-Arce,  el ‘’Chacaltaya‘’ avanzó frontalmente hacia el este y el ‘’Illimani‘’ se desplazó por el lado sur para cortar el camino Alihuatá-Saavedra.
El día 11, al aproximarse al campo descubierto que rodeaba el fortín, el comandante del ‘’Chacaltaya‘’ detuvo la iniciación del ataque  para que el ‘’Illimani‘’ terminara su movimiento por la derecha. En tales circunstancias, le llegó una amonestación del comando divisionario por su demora y, molesto por esto, se presentó en el puesto de mando de una de sus compañías y dio la absurda orden de: “Adelante, el fortín está desocupado”.
Los infantes avanzaron tratando de ocultarse  entre los pocos matorrales pero sin poder burlar el fuego enemigo. A las cuatro de la tarde el combate llegó a su punto culminante: la compañía Bayá resultó aniquilada. El regimiento ‘’Illimani‘’, que recibía su bautismo de fuego, se confundió en el monte y disparó contra el ‘’Chacaltaya‘’ que estaba delante, cuyo extremo aún no había sobrepasado. Los bolivianos retrocedieron al monte y aprovecharon la noche para reorganizarse. El 12 de marzo, el regimiento ‘’Campos‘’ se puso a caballo sobre el camino hacia Arce que era su objetivo y lo propio hizo el ‘’Illimani‘’ en el suyo. El día 13 dos patrullas del ‘’Chacaltaya‘’ avanzaron cautelosamente ante el silencio de los defensores encontrando que el fortín Alihuatá había sido desocupado por el enemigo aprovechando la oscuridad de la noche.
El resto del regimiento se atrincheró delante del fortín con frente al este y norte. Los 250 defensores habían abandonado el fortín dejando 40 mulos, 12 cabezas de ganado, un carro con víveres, 4 cajones de munición, 100  monturas, sables, varios fusiles y algo de material sanitario. 
Las bajas en la división boliviana fueron desproporcionadas al objetivo alcanzado. El nerviosismo y la falta de capacidad profesional con que se condujo un ataque que carecía del factor sorpresa permitió que los escasos defensores, que ya estaban en conocimiento de la presencia boliviana, pudieran producir 238 bajas (incluyendo algunos oficiales) de un total de 1000  que tenían los tres regimientos.
La sorpresiva aparición de una nueva división boliviana (no prevista por el servicio de inteligencia) en el centro de su dispositivo, fue un contratiempo para el coronel Estigarribia  que no esperaba además una penetración tan audaz y mucho menos contra el fortín Alihuatá. Ese fortín era una escala importante en la logística paraguaya hacia la 1.ª División paraguaya que en ese momento combatía al sur, frente a Saavedra.

## Consecuencias
Con gran premura Estigarribia tomó algunas medidas para desalojar la peligrosa intrusión boliviana sacando fuerzas de Fernández (Herrera) y Pirizal. Una unidad de veteranos fue traída desde Nanawa a la que se sumó un contingente de reclutas recién llegados de Asunción. Se conformó así un destacamento de 1300 hombres que fue puesto bajo el mando del capitán Samaniego. En el campo boliviano el coronel Victorino Gutiérrez, que había comandado la 9.ª División hasta la toma de Alihuatá, fue sustituido por su jefe de Estado Mayor, el teniente coronel Bernardino Bilbao Rioja. El 15 y 16 de marzo, el regimiento ‘’Campos‘’ y el ala izquierda del ‘’Chacaltaya‘’ resistieron estoicamente los ataques del destacamento Samaniego. Por su parte el regimiento ‘’Illimani‘’ y dos compañías del ‘’Chacaltaya‘’ marcharon hacia el sur por el camino Alihuatá-Saavedra para presionar por detrás a la 1.ª División paraguaya que combatía en ‘’Kilómetro 7‘’, pero resultaron detenidos en ‘’Kilómetro 31‘’ por el RI-4 Curupaity‘’ enviado para asegurar ese camino.
Después de la reconquista de Alihuatá, la presión de la 4.ª División boliviana obligó a la 1.ª División a retirarse de las trincheras de ‘Kilómetro 12’ hacia Gondra,  donde se estableció un nuevo frente de lucha. Este hecho frustró el envolvimiento que preparaba Estigarribia en Arce sobre la 9.ª División estacionada en Alihuatá.
Una vez terminadas estas maniobras, el teniente coronel Bilbao Rioja objetó el excesivo alargamiento del frente que iba de Corrales hasta Nanawa como una debilidad estratégica frente a un enemigo que había pasado a una actitud defensiva.